# Anilocra guinensis
Anilocra guinensis là một loài chân đều trong họ Cymothoidae. Loài này được Bovallius miêu tả khoa học năm 1887.